# Associação Católica da Juventude Mexicana
A Associação Católica da Juventude Mexicana (ACJM) é uma organização católica fundada na Cidade do México em 12 de agosto de 1913 pelo padre jesuíta Bernardo Bergöend, com o objetivo de restaurar a ordem social cristã (inspirada na encíclica "Rerum Novarum") e organizar os jovens católicos do país, sob o lema: “Por Deus e pela Pátria”.

## História

### Fundação
A fundação da ACJM passou por diversas etapas onde foi criada e organizada em todas as dioceses do país, que culminaram na manhã da quinta-feira, 13 de abril de 1922, em que ocorreu a primeira sessão nacional unificada do que passou a se chamar "Conselho Federal da Associação Católica da Juventude Mexicana".
O objetivo da ACJM foi definido nessa reunião como sendo o de coordenar as forças vivas da Juventude Católica Mexicana, para atuar em prol da restauração da ordem social cristã no México.
Nos seus primeiros anos, todos os seus delegados-membros reuniam-se anualmente na Cidade do México, no que chamavam de Conselhos Federais, para se conhecerem, estudarem os problemas locais e nacionais, tomarem resoluções e designarem autoridades supremas, entre outras tarefas vitais.
A base da organização da ACJM eram os grupos paroquiais que eram orientados pelos párocos das comunidades, além de seguirem o plano de estudos que vinha do Comitê Central da ACJM. Os grupos que existiam dentro de cada diocese e estavam a cargo do assistente eclesiástico diocesano, nomeado pelo bispo da diocese.
O primeiro presidente geral da ACJM foi René Capistrán Garza; o segundo foi Otávio Elizalde.

### Guerra Cristera
Com o advento da perseguição política institucionalizada do governo mexicano contra a Igreja Católica, os católicos e suas entidades, a ACJM assumiu um papel central no conflito. Entre os decretos emitidos pelo governo de Plutarco Elías Calles estava a obrigatoriedade do registo dos padres junto ao Ministério do Interior e o estabelecimento de pesadas sanções penais contra a atividade eclesiástica e a atuação da Igreja e de associações católicas.
A ACJM foi uma das entidades organizadoras dos protestos populares de católicos indignados com estas medidas em todo o país. Após a resposta violenta do Governo Mexicano, diversos dos membros da ACJM compuseram e lideraram o Exército Cristero e participaram de combates contra as tropas do governo federal mexicano.
No ano de 1929, a ACJM estava espalhada pela maior parte da República Mexicana e o número aproximado de seus membros era de cerca de 20.000 jovens. Nesse ano também foi criada a Ação Católica Mexicana, que é composta por 4 organizações de base, entre elas a ACJM.

### Atualidade
Hoje a ACJM existe em várias dioceses do país, tendo se consolidado como um dos principais espaços de atuação cívica e política católica no México, contando com vários milhares de membros.